# Monestir de Sant Florià
El Monestir de Sant Florià (en alemany: Stift Sankt Florian) és un monestir agustinià de la ciutat de Sankt Florian, Àustria. Fundat a principis del segle IX, i posteriorment refundat pels agustins al segle XI, Sant Florian és el monestir més gran de l'Alta Àustria, i rivalitza amb l'abadia de Melk i el monestir de Klosterneuburg com un dels exemples més impressionants de l'⁣arquitectura barroca a Àustria. El monestir està dedicat a Sant Florià, la tomba del segle IV es troba sota el monestir.
El Priorat de Sant Florià posseeix dos orgues, el més gran dels quals es coneix com "orgue Bruckner" (Brucknerorgel) i conté quatre manuals, 103 parades i 7.343 tubs. Va ser tocat pel compositor i organista Anton Bruckner, que abans havia sigut noi del cor del monestir, quan era organista, entre 1848 i 1855. Bruckner està enterrat sota l'orgue de l'església.